# Phyllophaga
Phyllophaga är ett släkte av skalbaggar. Phyllophaga ingår i familjen Melolonthidae.

## Dottertaxa tillPhyllophaga, i alfabetisk ordning[1]
- Phyllophaga abcea
- Phyllophaga abdominalis
- Phyllophaga abudantuni
- Phyllophaga acacoyahuana
- Phyllophaga acapulca
- Phyllophaga aceitillar
- Phyllophaga acinosa
- Phyllophaga acunai
- Phyllophaga adjuntas
- Phyllophaga adoretoides
- Phyllophaga aegrotus
- Phyllophaga aemula
- Phyllophaga aenea
- Phyllophaga aeneotincta
- Phyllophaga aequalis
- Phyllophaga aequata
- Phyllophaga aequatorialis
- Phyllophaga aeruginosa
- Phyllophaga affabilis
- Phyllophaga afflicta
- Phyllophaga aguadita
- Phyllophaga ahlbrandti
- Phyllophaga alayoi
- Phyllophaga albina
- Phyllophaga alcoa
- Phyllophaga aliada
- Phyllophaga aliciae
- Phyllophaga almada
- Phyllophaga alquizara
- Phyllophaga alvareztoroi
- Phyllophaga amazonica
- Phyllophaga analis
- Phyllophaga androw
- Phyllophaga angulicollis
- Phyllophaga angusta
- Phyllophaga anolaminata
- Phyllophaga anomaloides
- Phyllophaga antennalis
- Phyllophaga antiguae
- Phyllophaga anxia
- Phyllophaga apicalis
- Phyllophaga apolinari
- Phyllophaga apolinaria
- Phyllophaga approxima
- Phyllophaga arcta
- Phyllophaga ardara
- Phyllophaga arenicola
- Phyllophaga arizona
- Phyllophaga arkansana
- Phyllophaga arribans
- Phyllophaga arrowi
- Phyllophaga assmani
- Phyllophaga atra
- Phyllophaga atrata
- Phyllophaga atratoides
- Phyllophaga audanti
- Phyllophaga aurea
- Phyllophaga austera
- Phyllophaga babicora
- Phyllophaga babis
- Phyllophaga bahiana
- Phyllophaga balia
- Phyllophaga balli
- Phyllophaga baneta
- Phyllophaga baoruco
- Phyllophaga baracoana
- Phyllophaga baraguensis
- Phyllophaga barda
- Phyllophaga baroni
- Phyllophaga barrerana
- Phyllophaga barrosa
- Phyllophaga batillifer
- Phyllophaga beameri
- Phyllophaga beckeri
- Phyllophaga bellamyi
- Phyllophaga benexonana
- Phyllophaga bicavifrons
- Phyllophaga bicolor
- Phyllophaga bilobatata
- Phyllophaga bilyi
- Phyllophaga bimaculata
- Phyllophaga bimammifrons
- Phyllophaga bipartita
- Phyllophaga bipunctata
- Phyllophaga blackwelderi
- Phyllophaga blanchardi
- Phyllophaga blanda
- Phyllophaga bolacoides
- Phyllophaga boliviensis
- Phyllophaga bonfils
- Phyllophaga boruca
- Phyllophaga bottimeri
- Phyllophaga bowditchi
- Phyllophaga brama
- Phyllophaga brevicornis
- Phyllophaga brevipilosa
- Phyllophaga brownella
- Phyllophaga bruneri
- Phyllophaga bucephala
- Phyllophaga bueta
- Phyllophaga caanchaki
- Phyllophaga cahitana
- Phyllophaga calceata
- Phyllophaga calderasa
- Phyllophaga callosiventris
- Phyllophaga cambeforti
- Phyllophaga campana
- Phyllophaga caneyensis
- Phyllophaga canipolea
- Phyllophaga canoa
- Phyllophaga canoana
- Phyllophaga capillata
- Phyllophaga caraga
- Phyllophaga cardini
- Phyllophaga carminator
- Phyllophaga carnegie
- Phyllophaga cartaba
- Phyllophaga castaniella
- Phyllophaga castineirasi
- Phyllophaga catemacoana
- Phyllophaga cavata
- Phyllophaga caviceps
- Phyllophaga cayennensis
- Phyllophaga caymanensis
- Phyllophaga cazieriana
- Phyllophaga centralis
- Phyllophaga certanca
- Phyllophaga chada
- Phyllophaga chalumeaui
- Phyllophaga chamacayoca
- Phyllophaga chamula
- Phyllophaga changuena
- Phyllophaga chapini
- Phyllophaga chiapas
- Phyllophaga chiapensis
- Phyllophaga chiblacana
- Phyllophaga chimoxtila
- Phyllophaga chippewa
- Phyllophaga chiriquina
- Phyllophaga chlaenobiana
- Phyllophaga cholana
- Phyllophaga chortiana
- Phyllophaga ciliatipes
- Phyllophaga cinnamomea
- Phyllophaga ciudadensis
- Phyllophaga clemens
- Phyllophaga clypeata
- Phyllophaga cneda
- Phyllophaga coahuayana
- Phyllophaga cochisa
- Phyllophaga colima
- Phyllophaga colimana
- Phyllophaga collaris
- Phyllophaga columbiana
- Phyllophaga comaltepecana
- Phyllophaga cometes
- Phyllophaga complexipennis
- Phyllophaga conformis
- Phyllophaga congrua
- Phyllophaga conicariana
- Phyllophaga contaminata
- Phyllophaga coronadis
- Phyllophaga corrosa
- Phyllophaga costaricensis
- Phyllophaga costura
- Phyllophaga crassa
- Phyllophaga crassissima
- Phyllophaga crena
- Phyllophaga crenaticollis
- Phyllophaga crenonycha
- Phyllophaga crenulata
- Phyllophaga cribrosa
- Phyllophaga crinipennis
- Phyllophaga crinitissima
- Phyllophaga cristagalli
- Phyllophaga cristobala
- Phyllophaga cruces
- Phyllophaga cubana
- Phyllophaga cuicateca
- Phyllophaga culminata
- Phyllophaga cupuliformis
- Phyllophaga curialis
- Phyllophaga cushmani
- Phyllophaga cuyabana
- Phyllophaga cylindrica
- Phyllophaga darlingtoni
- Phyllophaga dasypoda
- Phyllophaga davidsoni
- Phyllophaga davisi
- Phyllophaga debilis
- Phyllophaga delata
- Phyllophaga delplanquei
- Phyllophaga densata
- Phyllophaga densepunctata
- Phyllophaga densicollis
- Phyllophaga dentex
- Phyllophaga denticulata
- Phyllophaga dieteriana
- Phyllophaga diffinis
- Phyllophaga diminuta
- Phyllophaga disca
- Phyllophaga discalis
- Phyllophaga dispar
- Phyllophaga disparilis
- Phyllophaga dissimilis
- Phyllophaga divertens
- Phyllophaga dominicensis
- Phyllophaga drakii
- Phyllophaga dsaimana
- Phyllophaga dubitata
- Phyllophaga duenas
- Phyllophaga dugesiana
- Phyllophaga dulcis
- Phyllophaga duncani
- Phyllophaga durango
- Phyllophaga durangoana
- Phyllophaga durangosa
- Phyllophaga ecostata
- Phyllophaga ecuadorae
- Phyllophaga eladio
- Phyllophaga elegans
- Phyllophaga elenans
- Phyllophaga eligia
- Phyllophaga elizoria
- Phyllophaga elongata
- Phyllophaga emburyi
- Phyllophaga eniba
- Phyllophaga ephilida
- Phyllophaga epigaea
- Phyllophaga epulara
- Phyllophaga erota
- Phyllophaga errans
- Phyllophaga espina
- Phyllophaga esquinada
- Phyllophaga estacea
- Phyllophaga etabatesiana
- Phyllophaga euryaspis
- Phyllophaga exorata
- Phyllophaga expansa
- Phyllophaga explanicollis
- Phyllophaga falsa
- Phyllophaga falta
- Phyllophaga farcta
- Phyllophaga favosa
- Phyllophaga ferrugata
- Phyllophaga ferruginea
- Phyllophaga ferupilis
- Phyllophaga fervida
- Phyllophaga fesina
- Phyllophaga fimbriata
- Phyllophaga fimbripes
- Phyllophaga fissilabris
- Phyllophaga flavidopilosa
- Phyllophaga flavipennis
- Phyllophaga floridana
- Phyllophaga foralita
- Phyllophaga forbesi
- Phyllophaga forcipata
- Phyllophaga forsteri
- Phyllophaga fossoria
- Phyllophaga foveicollis
- Phyllophaga foxii
- Phyllophaga fragilipennis
- Phyllophaga franciscana
- Phyllophaga fraterna
- Phyllophaga fraternaria
- Phyllophaga freeborni
- Phyllophaga fucata
- Phyllophaga fulvipennis
- Phyllophaga fulviventris
- Phyllophaga fusca
- Phyllophaga fuscipennis
- Phyllophaga futilis
- Phyllophaga gaigei
- Phyllophaga galeanae
- Phyllophaga garrota
- Phyllophaga gaumeri
- Phyllophaga gentryi
- Phyllophaga georgiana
- Phyllophaga ghentata
- Phyllophaga gigantissima
- Phyllophaga ginigra
- Phyllophaga glaberrima
- Phyllophaga glabricula
- Phyllophaga godwini
- Phyllophaga gracilis
- Phyllophaga gracillima
- Phyllophaga grancha
- Phyllophaga granti
- Phyllophaga gravidula
- Phyllophaga grossepunctata
- Phyllophaga guanacasteca
- Phyllophaga guanicana
- Phyllophaga guapilana
- Phyllophaga guapiles
- Phyllophaga guapilesea
- Phyllophaga guapoloides
- Phyllophaga guatemala
- Phyllophaga guerrocans
- Phyllophaga haagi
- Phyllophaga haitiensis
- Phyllophaga halffteriana
- Phyllophaga hamata
- Phyllophaga hardyi
- Phyllophaga hemilissa
- Phyllophaga hernandezi
- Phyllophaga heteroclita
- Phyllophaga heteronycha
- Phyllophaga hidalgoana
- Phyllophaga hintonella
- Phyllophaga hintoni
- Phyllophaga hirsuta
- Phyllophaga hirticollis
- Phyllophaga hirticula
- Phyllophaga hirtifrons
- Phyllophaga hirtiventris
- Phyllophaga hoegei
- Phyllophaga hoegella
- Phyllophaga hoffmanitae
- Phyllophaga hogardi
- Phyllophaga hondura
- Phyllophaga hondurasana
- Phyllophaga hoogstraali
- Phyllophaga hornii
- Phyllophaga howdeniana
- Phyllophaga huachuca
- Phyllophaga hubbelli
- Phyllophaga huiteaca
- Phyllophaga humboldtiana
- Phyllophaga idonea
- Phyllophaga ignava
- Phyllophaga ilicis
- Phyllophaga imitans
- Phyllophaga imitatrix
- Phyllophaga impar
- Phyllophaga implicita
- Phyllophaga impressipyga
- Phyllophaga imprima
- Phyllophaga incuria
- Phyllophaga independentista
- Phyllophaga inepta
- Phyllophaga infidelis
- Phyllophaga inflativentris
- Phyllophaga inflexa
- Phyllophaga instabilis
- Phyllophaga insulaepinorum
- Phyllophaga insulana
- Phyllophaga insularis
- Phyllophaga integra
- Phyllophaga integriceps
- Phyllophaga inversa
- Phyllophaga invisa
- Phyllophaga irazuana
- Phyllophaga isabellae
- Phyllophaga itsmica
- Phyllophaga iviei
- Phyllophaga izabalana
- Phyllophaga izucarana
- Phyllophaga jalisciensis
- Phyllophaga jamaicana
- Phyllophaga janzeniana
- Phyllophaga jaragua
- Phyllophaga jarouna
- Phyllophaga javepacuana
- Phyllophaga jiminezi
- Phyllophaga jovelana
- Phyllophaga joyana
- Phyllophaga jumberea
- Phyllophaga juquilana
- Phyllophaga juvenilis
- Phyllophaga karlsioei
- Phyllophaga kenscoffi
- Phyllophaga kentuckiana
- Phyllophaga knausi
- Phyllophaga knochi
- Phyllophaga koehleriana
- Phyllophaga kohlmanniana
- Phyllophaga kulzeri
- Phyllophaga kuntzeni
- Phyllophaga laboriosa
- Phyllophaga labrata
- Phyllophaga lacroixi
- Phyllophaga laevigata
- Phyllophaga lalanza
- Phyllophaga laminata
- Phyllophaga lanata
- Phyllophaga lanceolata
- Phyllophaga lanepta
- Phyllophaga laportei
- Phyllophaga larimar
- Phyllophaga latefissa
- Phyllophaga latens
- Phyllophaga latidens
- Phyllophaga latifrons
- Phyllophaga latipes
- Phyllophaga latiungula
- Phyllophaga lebasii
- Phyllophaga lempira
- Phyllophaga leonilae
- Phyllophaga leonina
- Phyllophaga leporina
- Phyllophaga leprieuri
- Phyllophaga leptospica
- Phyllophaga lineata
- Phyllophaga lineatoides
- Phyllophaga linharesensis
- Phyllophaga lobata
- Phyllophaga lodingi
- Phyllophaga longicornis
- Phyllophaga longifoliata
- Phyllophaga longispina
- Phyllophaga longitarsa
- Phyllophaga lorencita
- Phyllophaga lota
- Phyllophaga luctuosa
- Phyllophaga luginbilli
- Phyllophaga lulaana
- Phyllophaga luridipennis
- Phyllophaga macasana
- Phyllophaga macgregori
- Phyllophaga macmurryi
- Phyllophaga macrocera
- Phyllophaga macrophylla
- Phyllophaga maculicollis
- Phyllophaga maestrensis
- Phyllophaga magnicornis
- Phyllophaga mali
- Phyllophaga manantleca
- Phyllophaga manaosana
- Phyllophaga manchesterea
- Phyllophaga mandevillea
- Phyllophaga marcano
- Phyllophaga marcapatana
- Phyllophaga marginalis
- Phyllophaga mariaegalante
- Phyllophaga mariana
- Phyllophaga marilucasana
- Phyllophaga marina
- Phyllophaga martiana
- Phyllophaga martinezi
- Phyllophaga martinezpalaciosi
- Phyllophaga matacapana
- Phyllophaga maxima
- Phyllophaga meadei
- Phyllophaga mella
- Phyllophaga menetriesi
- Phyllophaga mentalis
- Phyllophaga mesophylla
- Phyllophaga mexicana
- Phyllophaga micans
- Phyllophaga michelbacheri
- Phyllophaga microcerus
- Phyllophaga microchaeta
- Phyllophaga microphylla
- Phyllophaga micros
- Phyllophaga microsoma
- Phyllophaga migratoria
- Phyllophaga mimicana
- Phyllophaga minutissima
- Phyllophaga miraflora
- Phyllophaga mitlana
- Phyllophaga moei
- Phyllophaga molopia
- Phyllophaga monana
- Phyllophaga monrosi
- Phyllophaga monstrosa
- Phyllophaga montserratensis
- Phyllophaga morganella
- Phyllophaga morgani
- Phyllophaga moseri
- Phyllophaga mucorea
- Phyllophaga munizi
- Phyllophaga murina
- Phyllophaga nahui
- Phyllophaga nandalumia
- Phyllophaga naranjina
- Phyllophaga nasalis
- Phyllophaga navassa
- Phyllophaga navidad
- Phyllophaga nebulosa
- Phyllophaga necaxa
- Phyllophaga neglecta
- Phyllophaga neomexicana
- Phyllophaga nepida
- Phyllophaga nevermannea
- Phyllophaga nevermanni
- Phyllophaga nevomeana
- Phyllophaga nigerrima
- Phyllophaga nigrita
- Phyllophaga nigropicea
- Phyllophaga niquirana
- Phyllophaga nisuens
- Phyllophaga nitida
- Phyllophaga nitidicauda
- Phyllophaga nitidicollis
- Phyllophaga nitididorsis
- Phyllophaga nogales
- Phyllophaga nogueirai
- Phyllophaga nogueirana
- Phyllophaga nosa
- Phyllophaga nubipennis
- Phyllophaga nuda
- Phyllophaga nudipennis
- Phyllophaga nunezi
- Phyllophaga oaxaca
- Phyllophaga oaxena
- Phyllophaga obliquestriata
- Phyllophaga oblongula
- Phyllophaga obsoleta
- Phyllophaga ocozocuana
- Phyllophaga odomi
- Phyllophaga ohausi
- Phyllophaga okeechobea
- Phyllophaga omani
- Phyllophaga ome
- Phyllophaga omiltemia
- Phyllophaga onchophora
- Phyllophaga onita
- Phyllophaga onoreana
- Phyllophaga opaca
- Phyllophaga opacicollis
- Phyllophaga orosina
- Phyllophaga ortizi
- Phyllophaga ovalis
- Phyllophaga pachuca
- Phyllophaga pachypyga
- Phyllophaga pallida
- Phyllophaga pallidicornis
- Phyllophaga pameana
- Phyllophaga panamana
- Phyllophaga panamensis
- Phyllophaga panicula
- Phyllophaga panorpa
- Phyllophaga papaloana
- Phyllophaga paraguayana
- Phyllophaga paraguayensis
- Phyllophaga parallela
- Phyllophaga parcesetifera
- Phyllophaga parilis
- Phyllophaga parumpunctata
- Phyllophaga parvicornis
- Phyllophaga parvidens
- Phyllophaga parvisetis
- Phyllophaga pastassana
- Phyllophaga paternoi
- Phyllophaga patruelis
- Phyllophaga patrueloides
- Phyllophaga pauliani
- Phyllophaga pauloensis
- Phyllophaga pearliae
- Phyllophaga peccata
- Phyllophaga pectoralis
- Phyllophaga pedernales
- Phyllophaga penaella
- Phyllophaga peninsulana
- Phyllophaga peninsularis
- Phyllophaga pentaphylla
- Phyllophaga perlonga
- Phyllophaga permagna
- Phyllophaga persimilis
- Phyllophaga personata
- Phyllophaga peruana
- Phyllophaga picadoana
- Phyllophaga picea
- Phyllophaga piceola
- Phyllophaga picipennis
- Phyllophaga pilidorsis
- Phyllophaga piligera
- Phyllophaga piliventris
- Phyllophaga pilosipes
- Phyllophaga pilositarsis
- Phyllophaga pilosula
- Phyllophaga pilotoensis
- Phyllophaga pilula
- Phyllophaga plaei
- Phyllophaga plairi
- Phyllophaga planeta
- Phyllophaga platti
- Phyllophaga platyrhina
- Phyllophaga plena
- Phyllophaga pleroma
- Phyllophaga poculifer
- Phyllophaga pokornyiana
- Phyllophaga polita
- Phyllophaga polyphylla
- Phyllophaga postrema
- Phyllophaga poterillosa
- Phyllophaga potosisalta
- Phyllophaga potrerillo
- Phyllophaga praesidii
- Phyllophaga praetermissa
- Phyllophaga probaporra
- Phyllophaga profunda
- Phyllophaga prolixa
- Phyllophaga propinqua
- Phyllophaga pruinipennis
- Phyllophaga pruinosa
- Phyllophaga prunina
- Phyllophaga prununculina
- Phyllophaga pseudoatra
- Phyllophaga pseudocalcaris
- Phyllophaga pseudocarus
- Phyllophaga pseudofloridana
- Phyllophaga pseudomicans
- Phyllophaga psiloptera
- Phyllophaga puberea
- Phyllophaga puberula
- Phyllophaga pubescens
- Phyllophaga pubicauda
- Phyllophaga pubicollis
- Phyllophaga pudorosa
- Phyllophaga pulcher
- Phyllophaga punctipennis
- Phyllophaga punctulata
- Phyllophaga punctuliceps
- Phyllophaga punctulicollis
- Phyllophaga puntarenosa
- Phyllophaga pusillidens
- Phyllophaga quadriphylla
- Phyllophaga quercus
- Phyllophaga quetzala
- Phyllophaga quetzaloides
- Phyllophaga quiana
- Phyllophaga rangelana
- Phyllophaga ratcliffeiana
- Phyllophaga ravida
- Phyllophaga rawlinsi
- Phyllophaga raydoma
- Phyllophaga recorta
- Phyllophaga reevesi
- Phyllophaga regiomontana
- Phyllophaga reinhardi
- Phyllophaga renodis
- Phyllophaga reticulata
- Phyllophaga reventazona
- Phyllophaga rex
- Phyllophaga reyesiana
- Phyllophaga riverana
- Phyllophaga riviera
- Phyllophaga rodriguezi
- Phyllophaga rolbakeri
- Phyllophaga rolstoni
- Phyllophaga romana
- Phyllophaga rorida
- Phyllophaga rorulenta
- Phyllophaga roscida
- Phyllophaga rossi
- Phyllophaga rostrypyga
- Phyllophaga rubiginosa
- Phyllophaga rubricosa
- Phyllophaga ruficollis
- Phyllophaga rufipes
- Phyllophaga rufithorax
- Phyllophaga rufiventris
- Phyllophaga rufotestacea
- Phyllophaga rugicollis
- Phyllophaga rugithorax
- Phyllophaga rugosa
- Phyllophaga rugulosa
- Phyllophaga rustica
- Phyllophaga rzedowskiana
- Phyllophaga sacoma
- Phyllophaga saginata
- Phyllophaga saltana
- Phyllophaga sanbarthensis
- Phyllophaga sanctaclarae
- Phyllophaga sanctipauli
- Phyllophaga sandersoni
- Phyllophaga sandersoniana
- Phyllophaga sandersoniella
- Phyllophaga sanjosicola
- Phyllophaga santachloe
- Phyllophaga santiagozai
- Phyllophaga santiaguensis
- Phyllophaga saylori
- Phyllophaga sayloriana
- Phyllophaga scabrifrons
- Phyllophaga scabripyga
- Phyllophaga scaramuzzai
- Phyllophaga schaefferi
- Phyllophaga schenklingi
- Phyllophaga schizorhina
- Phyllophaga schizorhinoides
- Phyllophaga schneblei
- Phyllophaga schusteriana
- Phyllophaga schwarzi
- Phyllophaga scissa
- Phyllophaga scitula
- Phyllophaga scoparia
- Phyllophaga scuticeps
- Phyllophaga segregans
- Phyllophaga senex
- Phyllophaga senicula
- Phyllophaga sequoiana
- Phyllophaga sericata
- Phyllophaga serrana
- Phyllophaga serratipes
- Phyllophaga sibonyensis
- Phyllophaga signaticollis
- Phyllophaga sinaloana
- Phyllophaga sinicollis
- Phyllophaga sinuaticeps
- Phyllophaga skelleyi
- Phyllophaga snowi
- Phyllophaga sociata
- Phyllophaga soctona
- Phyllophaga sodialis
- Phyllophaga solanophaga
- Phyllophaga solavegana
- Phyllophaga solisiana
- Phyllophaga sonora
- Phyllophaga soror
- Phyllophaga spaethi
- Phyllophaga speculifera
- Phyllophaga spinicola
- Phyllophaga spinifemora
- Phyllophaga spinitarsis
- Phyllophaga spreta
- Phyllophaga squamifera
- Phyllophaga squamipilosa
- Phyllophaga stehlei
- Phyllophaga stipitalis
- Phyllophaga stohleri
- Phyllophaga straminea
- Phyllophaga sturmi
- Phyllophaga stzotzilana
- Phyllophaga submetallica
- Phyllophaga submucida
- Phyllophaga subnitida
- Phyllophaga subopaca
- Phyllophaga subpruinosa
- Phyllophaga subrugosa
- Phyllophaga subspinosa
- Phyllophaga subtonsa
- Phyllophaga suriana
- Phyllophaga suttonana
- Phyllophaga suturalis
- Phyllophaga sylvatica
- Phyllophaga tajimaroana
- Phyllophaga talamancana
- Phyllophaga tancitara
- Phyllophaga tapantina
- Phyllophaga tarsalis
- Phyllophaga taxodii
- Phyllophaga tecta
- Phyllophaga tegenara
- Phyllophaga tegulicollis
- Phyllophaga tejupana
- Phyllophaga tejupilcas
- Phyllophaga temascalis
- Phyllophaga temascaltepeca
- Phyllophaga temaxa
- Phyllophaga temora
- Phyllophaga tenuipilis
- Phyllophaga teosinteophaga
- Phyllophaga tepanana
- Phyllophaga terezinae
- Phyllophaga terminalis
- Phyllophaga tetracera
- Phyllophaga tetraphylla
- Phyllophaga texensis
- Phyllophaga thoracica
- Phyllophaga tilarana
- Phyllophaga timida
- Phyllophaga tlanchinolensis
- Phyllophaga tojolabala
- Phyllophaga toni
- Phyllophaga torta
- Phyllophaga totonis
- Phyllophaga totoreana
- Phyllophaga trichoderma
- Phyllophaga trichodes
- Phyllophaga tridens
- Phyllophaga tridilonycha
- Phyllophaga trinitariensis
- Phyllophaga triticophaga
- Phyllophaga trochanter
- Phyllophaga tsajumiana
- Phyllophaga tuberculifrons
- Phyllophaga tumulosa
- Phyllophaga tusa
- Phyllophaga tuxtleca
- Phyllophaga tzintzontliana
- Phyllophaga ueiacayoca
- Phyllophaga ulkei
- Phyllophaga umbrosa
- Phyllophaga uniformis
- Phyllophaga uruguayana
- Phyllophaga valia
- Phyllophaga vandinei
- Phyllophaga vandykei
- Phyllophaga varohiana
- Phyllophaga vazquezae
- Phyllophaga vehemens
- Phyllophaga venodiola
- Phyllophaga vermiculata
- Phyllophaga verruciventris
- Phyllophaga vestita
- Phyllophaga vexata
- Phyllophaga vicina
- Phyllophaga wickhami
- Phyllophaga villaclarensis
- Phyllophaga villifrons
- Phyllophaga wittkugeli
- Phyllophaga wolcotti
- Phyllophaga woodruffi
- Phyllophaga vulpes
- Phyllophaga xanthe
- Phyllophaga xanthocoma
- Phyllophaga xerophila
- Phyllophaga xkumuka
- Phyllophaga yaqui
- Phyllophaga yaxbitana
- Phyllophaga yei
- Phyllophaga yemasseei
- Phyllophaga yoloxana
- Phyllophaga youngi
- Phyllophaga yucana
- Phyllophaga yunqueana
- Phyllophaga zaragozana
- Phyllophaga zarcoana
- Phyllophaga zavalana
- Phyllophaga zayasi
- Phyllophaga zeteki
- Phyllophaga zunilensis